# Preston North End F.C.
Preston North End Football Club (viết tắt là PNE) là một đội bóng chuyên nghiệp có trụ sở tại Deepdale, thành phố Preston, Lancashire. PNE đang thi đấu tại giải Championship, giải đấu cao thứ 2 trong Hệ thống các giải bóng đá ở Anh.

## Cầu thủ

### Đội hình hiện tại
Tính đến 22 tháng 7 năm 2023
Ghi chú: Quốc kỳ chỉ đội tuyển quốc gia được xác định rõ trong điều lệ tư cách FIFA. Các cầu thủ có thể giữ hơn một quốc tịch ngoài FIFA.
| Số | VT | Quốc gia         | Cầu thủ                  |
| -- | -- | ---------------- | ------------------------ |
| 1  | TM | Anh              | Freddie Woodman          |
| 3  | HV | Cộng hòa Ireland | Greg Cunningham          |
| 4  | TV | Anh              | Ben Whiteman             |
| 5  | HV | Đức              | Patrick Bauer            |
| 6  | HV | Scotland         | Liam Lindsay             |
| 7  | TĐ | Cộng hòa Ireland | Will Keane               |
| 8  | TV | Cộng hòa Ireland | Alan Browne (đội trưởng) |
| 9  | TĐ | Wales            | Ched Evans               |
| 10 | TV | Đan Mạch         | Mads Frøkjær-Jensen      |
| 11 | TV | Cộng hòa Ireland | Robbie Brady             |
| 13 | TV | Bắc Ireland      | Ali McCann               |
| 14 | HV | Anh              | Jordan Storey            |
| 16 | HV | Wales            | Andrew Hughes            |
| 17 | TĐ | Anh              | Layton Stewart           |
| 18 | TV | Anh              | Ryan Ledson              |
| 19 | TĐ | Đan Mạch         | Emil Riis Jakobsen       |
| 20 | TV | Wales            | Ben Woodburn             |

| Số | VT | Quốc gia         | Cầu thủ                               |
| -- | -- | ---------------- | ------------------------------------- |
| 21 | TM | Wales            | David Cornell                         |
| 22 | HV | Scotland         | Calvin Ramsay (cho mượn từ Liverpool) |
| 24 | TĐ | Brasil           | Felipe Rodriguez-Gentile              |
| 25 | TV | Hoa Kỳ           | Duane Holmes                          |
| 26 | HV | Anh              | Jack Whatmough                        |
| 29 | TĐ | Anh              | Finlay Cross-Adair                    |
| 30 | TV | Anh              | Kian Taylor                           |
| 32 | TV | Anh              | Lewis Leigh                           |
| 33 | HV | Anh              | Kian Best                             |
| 34 | HV | Anh              | Kitt Nelson                           |
| 35 | TV | Anh              | Noah Mawene                           |
| 36 | HV | Cộng hòa Ireland | Josh Seary                            |
| 37 | TV | Anh              | Kaedyn Kamara                         |
| 38 | TM | Wales            | James Pradic                          |
| 39 | TV | Anh              | Mikey O'Neill                         |
| 44 | TV | Anh              | Brad Potts                            |